# Preußische Central-Bodenkredit-AG

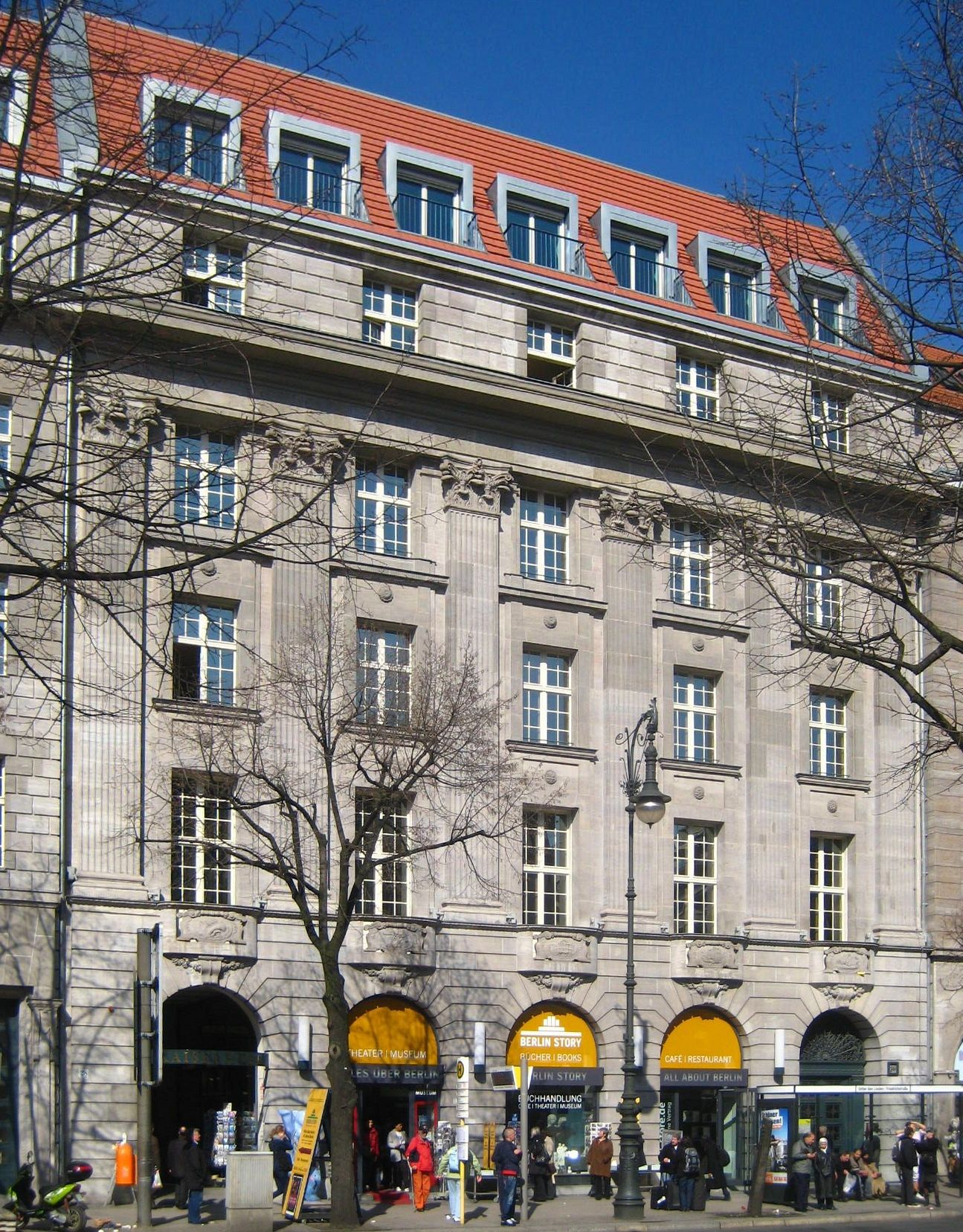
Ehemaliges Geschäftshaus der Bank, Unter den Linden 26

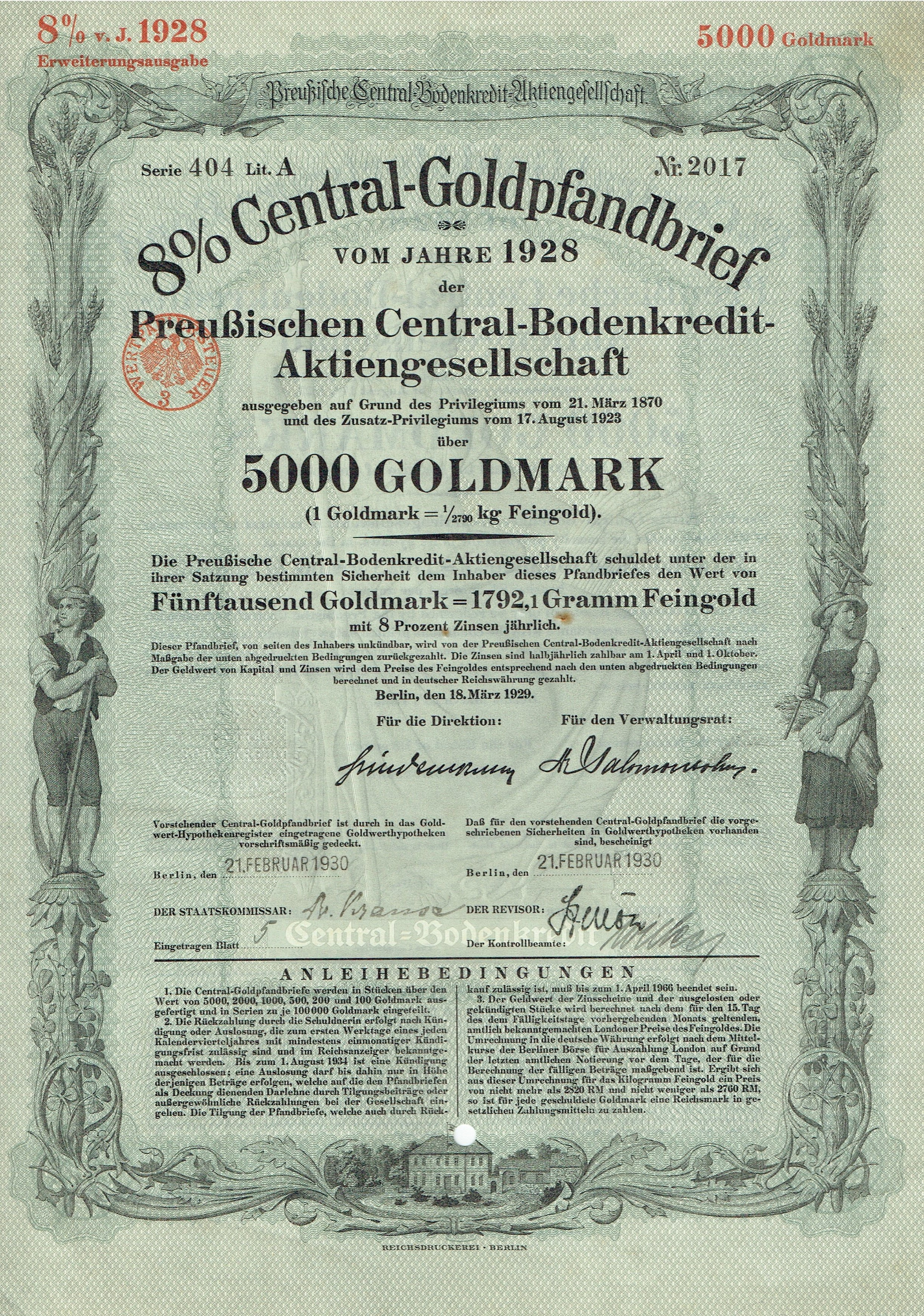
Goldpfandbrief über 5000 GM der Preussischen Central-Bodenkredit-AG vom 18. März 1929

Die Preußische Central-Bodenkredit-AG (Schreibweise ab 1901: Preußische Zentral-Bodenkredit AG) war eine deutsche Hypothekenbank. Sie wurde 1870 gegründet und bestand in dieser Form bis 1930.

## Geschichte
Auf Grund der 1863 erlassenen preußischen Normativbestimmungen für Hypothekenbanken wurde deren Betrieb stark behindert. Die meisten Institute dieser Art entstanden daher außerhalb Preußens. Von den Bestimmungen ausgenommen waren die Frankfurter Hypothekenbank und die Preußische Central-Bodenkredit-AG.
Die Bank wurde 1870 nach mehrjährigen Vorbereitungen als Hypothekenbank in Berlin gegründet. Dass dies gelang, war nicht zuletzt der Unterstützung des preußischen Ministerpräsidenten Otto von Bismarck zu verdanken, den der Bankier Gerson Bleichröder für das Vorhaben gewonnen hatte. Vorbild war die französische Crédit Foncier. Zu den Gründern zählten u. a. Abraham und Simon Oppenheim. Zu den Mitbegründern gehörte auch Adolph von Hansemann und die von ihm geführte Disconto-Gesellschaft. Diese blieb stets im Aufsichtsrat der Bank vertreten. Weitere Mitglieder im Gründungskonsortium waren Gerson Bleichröder, der Frankfurter und der Pariser Zweig der Familie Rothschild sowie die Crédit Foncier. Hansemann und Oppenheim traten an die Spitze des Aufsichtsrates. Unmittelbar nach der Gründung wurde die Bank in das Preußen- und Reichsanleihekonsortium (vgl. Preußen-Konsortium) aufgenommen. Mit 2,9 % der Anteile gehörte das Institut dabei zu den kleineren Teilhabern. Bis 1872 konnte die Bank bereits für 22 Millionen Mark hypothekarische Pfandbriefe ausgeben. Zeitweiliger Präsident des Unternehmens war zu Beginn der frühere Generalpostdirektor Karl Ludwig Richard von Philipsborn.
Zeitweise war die Preußische Central-Bodenkredit-AG das größte Realkreditinstitut in Deutschland und die größte Aktiengesellschaft für landwirtschaftliche Kredite. Sie gab hypothekarische Pfandbriefe aus und wurde vor allem von Großgrundbesitzern und Großbauern in Anspruch genommen. Wichtig war die Bank für die Mobilisierung westdeutschen Kapitals für die agrarischen preußischen Ostprovinzen. Dadurch wurden die verschiedenen preußischen Landschaften entlastet. Keine nennenswerte Rolle spielte die Preußische Central-Bodenkredit-AG hingegen im deutsch-polnischen „Kampf um das Land“, d. h. bei der von der Preußischen Ansiedlungskommission unterstützten Ansiedlung deutscher Zuwanderer in den Provinzen Posen und Westpreußen.
Im Jahre 1930 wurde die Preußische Central-Bodenkredit-AG von der Preußischen Pfandbriefbank AG übernommen. Im selben Jahr wurde diese in Deutsche Centralbodenkredit-AG umbenannt. 1947 wurde die Firma nach Oldenburg verlagert, später nach Köln.
Rechtsnachfolger ist die Hypothekenbank Frankfurt.

## Bankgebäude
Für die Preußische Central-Bodenkreditbank wurde auf dem Grundstück Unter den Linden 34 (heute Unter den Linden 15) von Wilhelm Neumann von 1871 bis 1872 ein Gebäude errichtet, das bis 1914 von der Bank genutzt, und dann an die Disconto-Gesellschaft überging. Von 1910 bis 1914 wurde auf dem Grundstück Unter den Linden 48/49 (heute Unter den Linden 26) von Richard Bielenberg & Josef Moser ein fünfstöckiger Neubau errichtet. Das Gebäude Unter den Linden 15 existiert nicht mehr. Das Gebäude Unter den Linden 26 steht unter Denkmalschutz.